# Kurdisk kultur
Kurdisk kultur (Kurdisk: çand û toreya kurdî) er en gruppe med særligt kulturelle træk øvet af det kurdiske folk. Den kurdiske kultur er gået i arv fra forskellige ældgamle folk, som skabte moderne kurdere og deres samfund, men stammede oprindeligt fra hurrierne og mederne. 
Blandt deres naboer, er den kurdiske kultur tættest på den iranske kultur. F.eks. fejrer de begge Newroz som nytår, der fejres d. 21. marts. Det er den første dag i måneden Xakelêwe i den kurdiske kalender og forårets første dag. Kurdere har altid været blandt de mere moderate muslimer, og som et resultat har kurdiske kvinder dækket sig mindre (ved ikke at bære hijab) og har arbejdet uden for hjemmet. 

## Dans
Kurdisk dans er en gruppe med traditionelle håndholdte danse sammenlignet med dem fra Balkanhalvøen, Libanon og Irak. Det er en form for kredsdans. Der kan være fra 5-6 personer til 50-60 i kredsen.
I overensstemmelse med Islams encyklopædi, synger og danser kurdere på alle deres festivaler, fødselsdage og bryllupper. 
| Folkeslag | Spire Denne artikel om folkeslag eller etnografi er en spire som bør udbygges. Du er velkommen til at hjælpe Wikipedia ved at udvide den. |